# Финкельштейн, Вадим Григорьевич
Вадим Григорьевич Финкельштейн (род. 14 августа 1964, Фергана, Узбекская ССР, СССР) — российский предприниматель, президент международной компании M-1 Global. Вадим Финкельштейн стал основателем сети магазинов одежды MMA Imperia.

## Детство и юность
Родился 14 августа 1964 года в городе Фергана (Узбекская ССР), куда его семью эвакуировали во время войны. В 1970 году Финкельштейны вернулись в Ленинград. Когда Вадиму было 14 лет у него умерла мать. У Вадима есть младший брат, Евгений Финкельштейн.
До 20 лет Финкельштейн работал продавцом, позже стал заведующим секцией из пяти отделов. В 21 год он основал кооператив «Аромат», который занимался торговлей фруктами и овощами. Затем открыл узбекский ресторан. В начале 90-х Вадим уехал в Голландию. Спустя год Финкельштейн поставлял на российский рынок алкоголь марки «Роял». Параллельно он зарегистрировал в Голландии фирму Infin Gala International, которая занималась оптовыми поставками мяса в Россию.

## RED DEVIL
В 1995 году, по заказу Вадима Финкельштейна голландскими специалистами был разработан энергетический напиток Red Devil. Появление на рынке энергетика не осталось без внимания организаторов европейских турниров по смешанным единоборствам, обратившихся к новому производителю стать спонсором одного из чемпионатов.

## Профессиональные бои по ММА
В 1997 году на базе спортивного клуба «RED DEVIL» возникла Федерация по смешанным единоборствам в Санкт-Петербурге.
В этом же году Вадим организовал первый турнир по смешанным единоборствам (ММА или Mixed Martial Arts в переводе — смешанное боевое искусство) в России, получивший статус открытого чемпионата Европы и прошел на арене спортивного комплекса «Юбилейный», собрав более четырёх тысяч зрителей. Увидев, что организация этого турнира имела успех, Вадим начал организовывать по несколько турниров в год, в которых принимали участие известные спортсмены: Фёдор Емельяненко, Джефф Монсон и др. В 2008 году была создана лига по смешанным единоборствам «M-1 Global» (президентом компании стал Вадим), которая провела совместный турнир в Японии M-1 Yarennoka
Вадим был менеджером Фёдора Емельяненко с 2003 года вплоть до ухода Федора из спорта в 2012 году.
Также в 2008 году Вадим Финкельштейн основал новый проект — международный чемпионат мира среди клубов «M-1 Challenge», который проходил в нескольких странах мира: Россия, Голландия, Великобритания, Финляндия и т. д. В сезоне 2008 года в чемпионате принимало участие 10 команд. Победителем 2008 года стал клуб из Санкт-Петербурга (Россия) — «Red Devil». В 2009 году Вадим запустил проект «M-1 Selection».
Турнир M-1 Challenge 49, который состоялся в Ингушетии 7 июня 2014 года, попал в Книгу Рекордов России, став самым массовым мероприятием на высоте более 1500 м над уровнем моря. Турнир собрал зрителей в количестве 23255 человек.

## ММА любительский спорт
16 мая 2012 года был создан Союз ММА России. Вадим стал Вице-президентом Союза. Президентом выбрали Фёдора Емельяненко. По заявке Фёдора и Вадима смешанное боевое единоборство (ММА) 27 сентября 2012 года было признано официальным видом спорта. С 28 по 30 сентября прошел первый официальный Чемпионат России по ММА.
30 сентября состоялся конгресс и была создана Всемирная Ассоциация ММА (WMMAA — World MMA Association), зарегистрированная в Монако. Президент Ассоциации — Вадим, почетный президент — Фёдор Емельяненко. 14 ноября 2012 года был проведен открытый Чемпионат Европы по ММА. На данный момент в состав Всемирной Ассоциации ММА входят представительства 46 стран.
В феврале 2018 года в Приморском районе Санкт-Петербурга Вадим открыл спортивно-развлекательный комплекс «M-1 Арена».